# Pédale harmonique
Ne doit pas être confondu avec Pédale de piano.
Pour les articles homonymes, voir Pédale.
En harmonie tonale, une pédale est une note tenue à l'une des voix, étrangère ou non aux divers accords enchaînés par les autres voix au cours de cette tenue.
La pédale est la descendante des bourdons de la musique modale et des polyphonies primitives.

## Structure

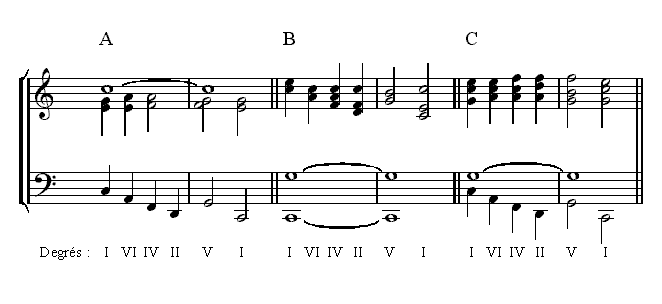
Pédales.

La pédale doit être la note réelle du premier et du dernier accord, et ne doit pas être étrangère à plus de deux accords consécutifs. C'est donc une note étrangère préparée et résolue par mouvement oblique. Elle produit diverses dissonances en s'ajoutant aux différentes notes réelles des accords successifs qu'elle traverse.
- Le plus souvent, la note de la pédale est soit la tonique (exemple A), soit la dominante (exemple C). Lorsque ces deux degrés sont entendus simultanément, on parle de double pédale (exemple B).

- Elle peut se trouver dans n'importe quelle partie. Lorsqu'elle est à la basse, on la qualifie de pédale inférieure (c'est la plus utilisée : exemple B) ; lorsqu'elle est à la partie supérieure, on la qualifie de pédale supérieure (exemple A) ; lorsqu'elle est dans une partie intermédiaire, on la qualifie de pédale médiaire (exemple C).

Pendant la durée d'une pédale inférieure, la partie immédiatement au-dessus de cette pédale (le ténor, par exemple) devient la véritable basse.
- Seule la pédale inférieure peut être chiffrée : on chiffre alors la partie de ténor. Les accords de onzième et treizième tonique toutefois, pourront être chiffrés sur la basse. Les pédales supérieures et médiaires ne sont jamais chiffrées.

- Il est recommandé d'éviter qu'une partie rejoigne la note de la pédale par mouvement oblique et par demi-ton.

## Fonction
La pédale a différentes fonctions : elle sert à stabiliser le mouvement ou, au contraire, à créer de la tension. Selon le contexte, elle sert à contraindre le mouvement harmonique, ou à l’encadrer. Chez Beethoven, elle ressemble souvent à une digue servant à contenir le flot musical ; lorsque la digue est brisée, on a l’impression d’un raz-de-marée. Chez d’autres compositeurs (notamment à l'époque moderne), elle est utilisée comme une couleur.
Au XVIIIe siècle, la pédale a presque toujours la fonction d’une articulation au sein de la forme : par exemple à la fin du premier prélude du clavier bien tempéré de Bach. De même, l’introduction au premier mouvement des symphonies de Haydn se termine souvent par une longue pédale de dominante qui crée chez l’auditeur un sentiment d’attente, suspens résolu par l’arrivée joyeuse ou héroïque du thème allegro.
Dans le prélude pour luth BWV 999, Bach est encore plus radical : il définit très clairement par le jeu des notes pédales, au-delà de la mobilité des séquences harmoniques, trois grandes zones de stabilité qui sont autant de lignes de force dans sa composition. On a do mineur (tonique), ré (dominante de la dominante — zone de tension supérieure avec ses accords diminués) et enfin sol que l’on ressent comme une résolution, mais qui termine en réalité le morceau sans le conclure, par une demi-cadence suspensive.
Mais l'exemple de pédale le plus célèbre est celui du prélude de l'Or du Rhin de Richard Wagner : une partie des  contrebasses attaque un mi bémol et quatre mesures plus tard, la deuxième partie attaque un si bémol : l'accord ainsi constitué tiendra jusqu'à la mesure 136, tandis que tous les autres instruments joueront les premiers leitmotivs (motif du Rhin...), cette pédale très longue donne une curieuse toile de fond et a sans doute contribué à la renommée de ce vorspiel.